# Gajan (Gard)
Pour les articles homonymes, voir Gajan.
Gajan est une commune française située dans le centre du département du Gard, en région Occitanie.
Exposée à un climat méditerranéen, elle est drainée par le ruisseau de Braune, le ruisseau de Teulon, le Pierrau, le ruisseau de la Tourancelle et par deux autres cours d'eau. Incluse dans les gorges du Gardon, la commune possède un patrimoine naturel remarquable composé d'une zone naturelle d'intérêt écologique, faunistique et floristique.
Gajan est une commune urbaine qui compte 747 habitants en 2022, après avoir connu une forte hausse de la population depuis 1962.  Elle fait partie de l'aire d'attraction de Nîmes. Ses habitants sont appelés les Gajanais ou  Gajanaises.
Le patrimoine architectural de la commune comprend un immeuble protégé au titre des monuments historiques : le logis seigneurial, inscrit en 2008.

## Géographie

### Localisation
Les communes limitrophes sont  Fons, La Rouvière, Nîmes, Parignargues, Saint-Bauzély et Saint-Mamert-du-Gard.

### Climat
Pour des articles plus généraux, voir Climat de l'Occitanie et Climat du Gard.
En 2010, le climat de la commune est de type climat méditerranéen franc, selon une étude s'appuyant sur une série de données couvrant la période 1971-2000. En 2020, Météo-France publie une typologie des climats de la France métropolitaine dans laquelle la commune est exposée à un climat méditerranéen et est dans la région climatique Provence, Languedoc-Roussillon, caractérisée par une pluviométrie faible en été, un très bon ensoleillement (2 600 h/an), un été chaud (21,5 °C), un air très sec en été, sec en toutes saisons, des vents forts (fréquence de 40 à 50 % de vents > 5 m/s) et peu de brouillards.
Pour la période 1971-2000, la température annuelle moyenne est de 13,9 °C, avec une amplitude thermique annuelle de 17,1 °C. Le cumul annuel moyen de précipitations est de 846 mm, avec 6,8 jours de précipitations en janvier et 3,1 jours en juillet. Pour la période 1991-2020, la température moyenne annuelle observée sur la station météorologique la plus proche, située sur la commune de La Rouvière à 4 km à vol d'oiseau, est de 14,5 °C et le cumul annuel moyen de précipitations est de 914,4 mm,. Pour l'avenir, les paramètres climatiques de la commune estimés pour 2050 selon différents scénarios d'émission de gaz à effet de serre sont consultables sur un site dédié publié par Météo-France en novembre 2022.

### Milieux naturels et biodiversité

#### Espaces protégés
La protection réglementaire est le mode d’intervention le plus fort pour préserver des espaces naturels remarquables et leur biodiversité associée,.
La commune fait partie de la zone de transition des gorges du Gardon, un territoire d'une superficie de 23 800 ha reconnu réserve de biosphère par l'UNESCO en 2015 pour l'importante biodiversité qui la caractérise, mariant garrigues, plaines agricoles et yeuseraies,.

#### Zones naturelles d'intérêt écologique, faunistique et floristique

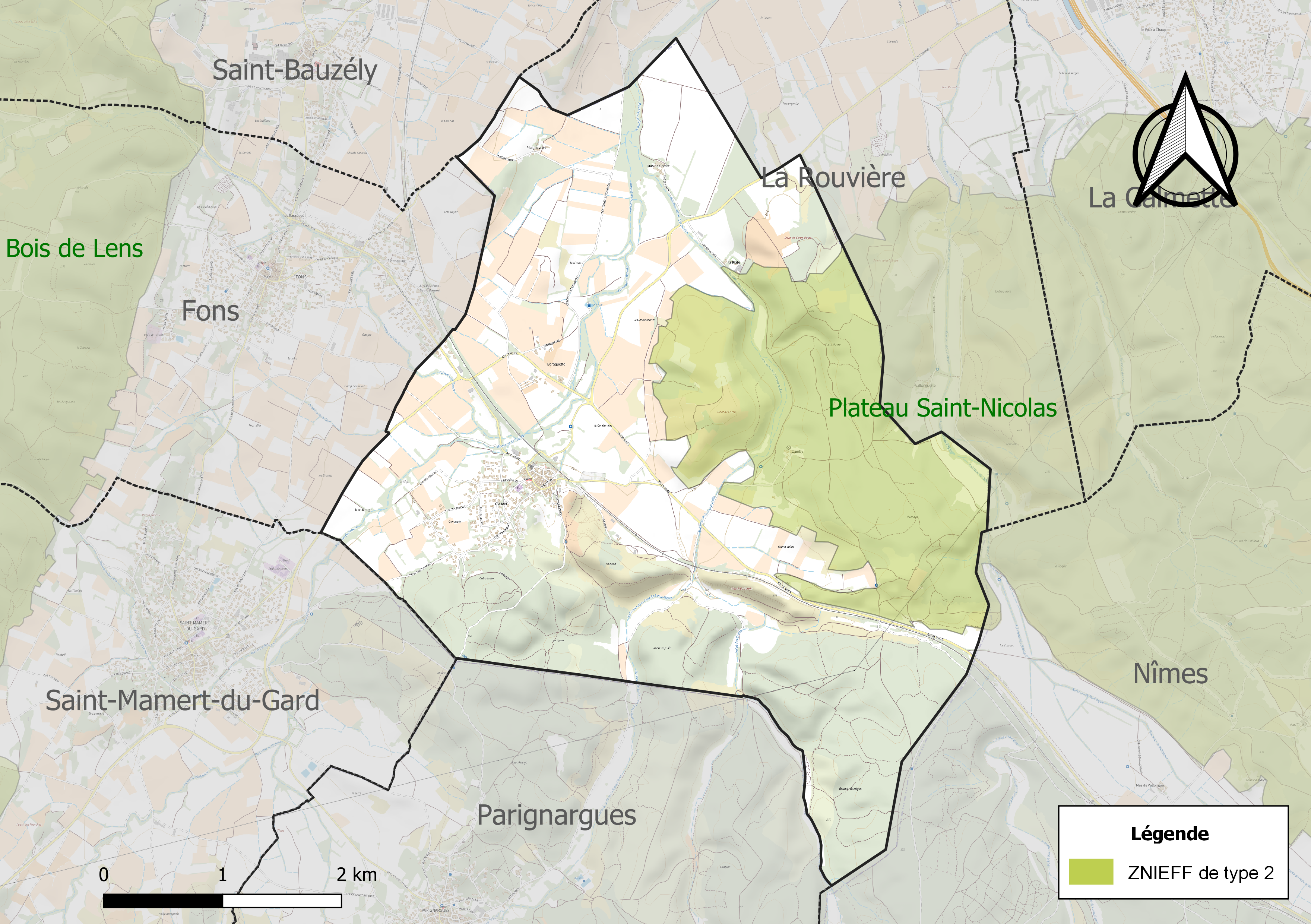
Carte de la ZNIEFF de type 2 localisée sur la commune.

L’inventaire des zones naturelles d'intérêt écologique, faunistique et floristique (ZNIEFF) a pour objectif de réaliser une couverture des zones les plus intéressantes sur le plan écologique, essentiellement dans la perspective d’améliorer la connaissance du patrimoine naturel national et de fournir aux différents décideurs un outil d’aide à la prise en compte de l’environnement dans l’aménagement du territoire.
Une ZNIEFF de type 2 est recensée sur la commune :
le « plateau Saint-Nicolas » (15 838 ha), couvrant 16 communes du département.

## Urbanisme

### Typologie
Au 1er janvier 2024, Gajan est catégorisée petite ville, selon la nouvelle grille communale de densité à sept niveaux définie par l'Insee en 2022.
Elle est située hors unité urbaine. Par ailleurs la commune fait partie de l'aire d'attraction de Nîmes, dont elle est une commune de la couronne,. Cette aire, qui regroupe 92 communes, est catégorisée dans les aires de 200 000 à moins de 700 000 habitants,.

### Occupation des sols
L'occupation des sols de la commune, telle qu'elle ressort de la base de données européenne d’occupation biophysique des sols Corine Land Cover (CLC), est marquée par l'importance des territoires agricoles (54,1 % en 2018), en augmentation par rapport à 1990 (50,1 %). La répartition détaillée en 2018 est la suivante : 
cultures permanentes (41 %), milieux à végétation arbustive et/ou herbacée (26,1 %), forêts (16,8 %), zones agricoles hétérogènes (11,6 %), zones urbanisées (3 %), prairies (1,1 %), terres arables (0,3 %). L'évolution de l’occupation des sols de la commune et de ses infrastructures peut être observée sur les différentes représentations cartographiques du territoire : la carte de Cassini (XVIIIe siècle), la carte d'état-major (1820-1866) et les cartes ou photos aériennes de l'IGN pour la période actuelle (1950 à aujourd'hui).

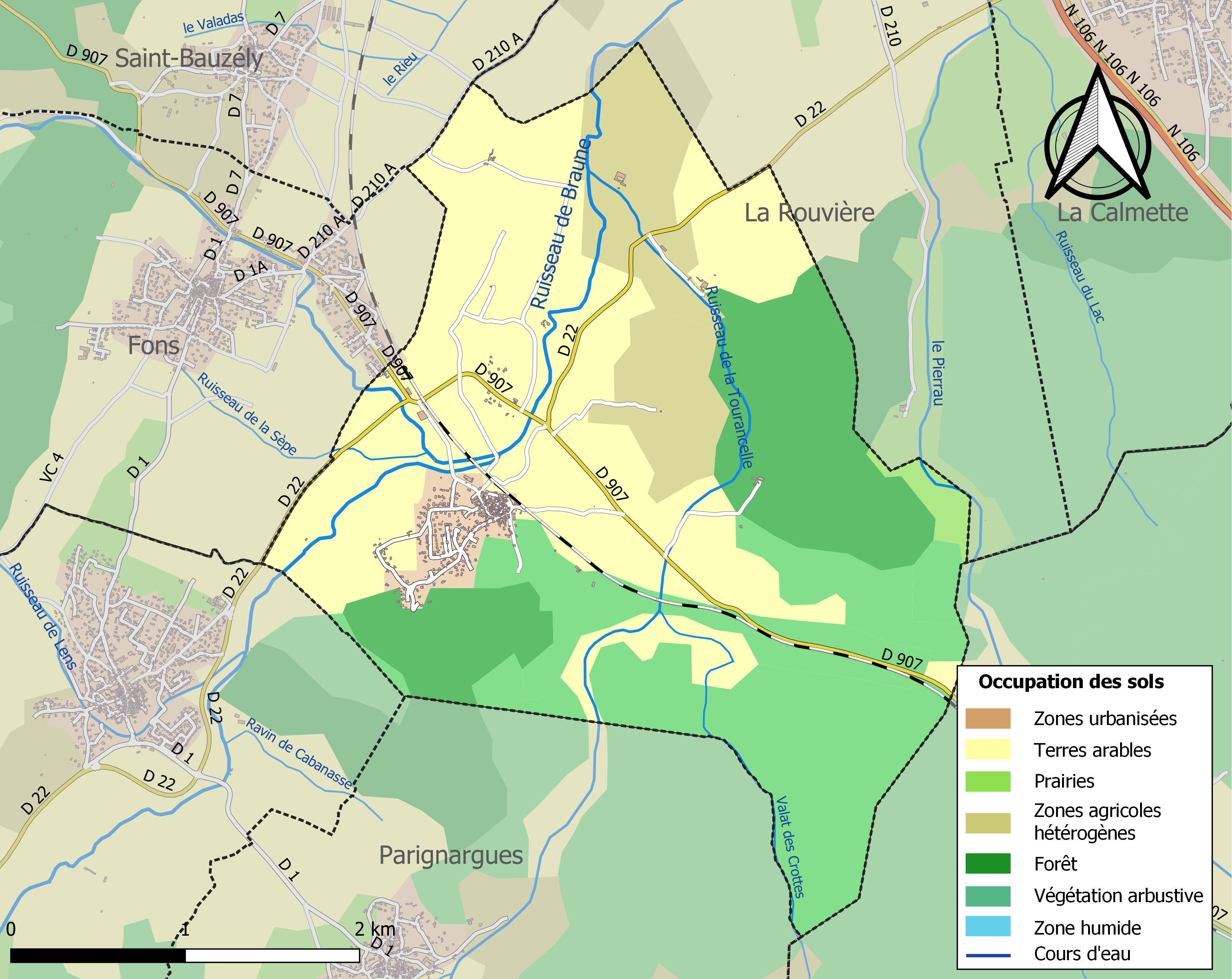
Carte des infrastructures et de l'occupation des sols de la commune en 2018 (CLC).

### Risques majeurs
Le territoire de la commune de Gajan est vulnérable à différents aléas naturels : météorologiques (tempête, orage, neige, grand froid, canicule ou sécheresse), inondations, feux de forêts et séisme (sismicité faible). Il est également exposé à un risque technologique,  le transport de matières dangereuses. Un site publié par le BRGM permet d'évaluer simplement et rapidement les risques d'un bien localisé soit par son adresse soit par le numéro de sa parcelle.

#### Risques naturels
Certaines parties du territoire communal sont susceptibles d’être affectées par le risque d’inondation par débordement de cours d'eau et par une crue torrentielle ou à montée rapide de cours d'eau, notamment le ruisseau de Braune et le ruisseau de Teulon. La commune a été reconnue en état de catastrophe naturelle au titre des dommages causés par les inondations et coulées de boue survenues en 1982, 1988, 1994, 2001, 2002, 2005 et 2014,.

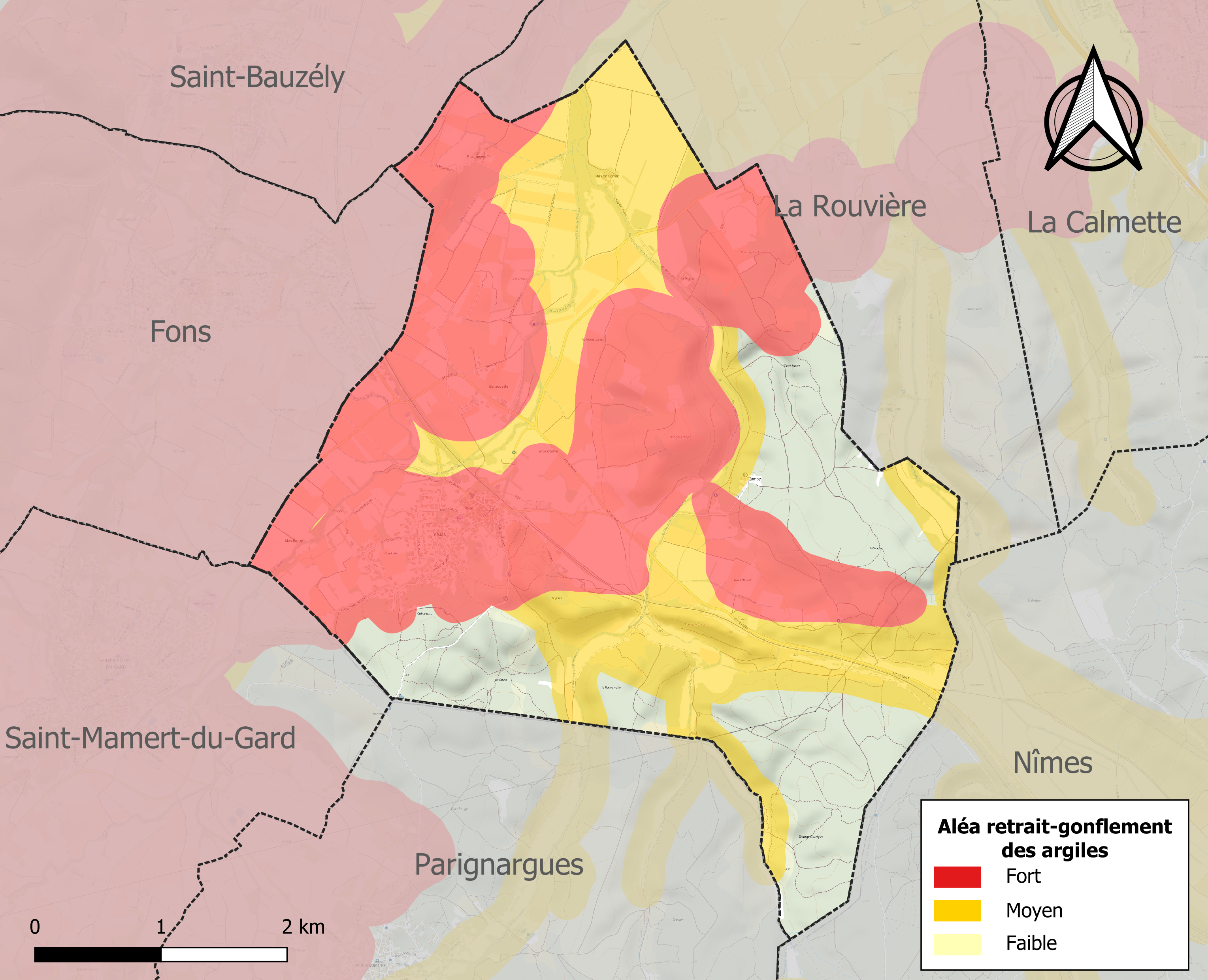
Carte des zones d'aléa retrait-gonflement des sols argileux de Gajan.

Le retrait-gonflement des sols argileux est susceptible d'engendrer des dommages importants aux bâtiments en cas d’alternance de périodes de sécheresse et de pluie. 78,3 % de la superficie communale est en aléa moyen ou fort (67,5 % au niveau départemental et 48,5 % au niveau national). Sur les 295 bâtiments dénombrés sur la commune en 2019, 293 sont en aléa moyen ou fort, soit 99 %, à comparer aux 90 % au niveau départemental et 54 % au niveau national. Une cartographie de l'exposition du territoire national au retrait gonflement des sols argileux est disponible sur le site du BRGM,.
Par ailleurs, afin de mieux appréhender le risque d’affaissement de terrain, l'inventaire national des cavités souterraines permet de localiser celles situées sur la commune.

#### Risques technologiques
Le risque de transport de matières dangereuses sur la commune est lié à sa traversée par des infrastructures routières ou ferroviaires importantes ou la présence d'une canalisation de transport d'hydrocarbures. Un accident se produisant sur de telles infrastructures est en effet susceptible d’avoir des effets graves au bâti ou aux personnes jusqu’à 350 m, selon la nature du matériau transporté. Des dispositions d’urbanisme peuvent être préconisées en conséquence.

## Toponymie
Occitan Gajan, du bas latin Gajanum, Gaianum.
Ses habitants s'appellent les Gajanais et Gajanaises.

## Histoire

### Moyen Âge
On trouve une première mention du village sous le nom de Gaians en 957 dans le cartulaire de Notre-Dame de Nîmes.
Situé sur le passage d'une voie romaine, le château fut donné en 1211 à l'évêque d'Uzès par Philippe Auguste.

## Politique et administration

### Liste des maires
| Période                                  | Période  | Identité              | Étiquette | Qualité  |
| ---------------------------------------- | -------- | --------------------- | --------- | -------- |
| 1912                                     | 1920     | Léopold Hugues        |           |          |
| 1920                                     | 1929     | Daniel Dumas          |           |          |
| 1929                                     | 1930     | Eugène Maruejol       |           |          |
| 1930                                     | 1964     | Julien Fabre          |           |          |
| 1964                                     | 1970     | Robert Servière       |           |          |
| 1970                                     | 1971     | Jean Berin            |           |          |
| 1971                                     | 1989     | Jean Fabre            |           |          |
| 1989                                     | 1995     | Denis Huot            |           |          |
| 1995                                     | 2001     | René Fabre            |           |          |
| 2001                                     | 2014     | Renaud André          | PS        |          |
| 2014                                     | En cours | Jean-Louis Poudevigne | DVD       | Retraité |
| Les données manquantes sont à compléter. |          |                       |           |          |

### Politique de développement durable
La commune a engagé une politique de développement durable en lançant une démarche d'Agenda 21.

## Population et société

### Démographie
L'évolution du nombre d'habitants est connue à travers les recensements de la population effectués dans la commune depuis 1793. Pour les communes de moins de 10 000 habitants, une enquête de recensement portant sur toute la population est réalisée tous les cinq ans, les populations de référence des années intermédiaires étant quant à elles estimées par interpolation ou extrapolation. Pour la commune, le premier recensement exhaustif entrant dans le cadre du nouveau dispositif a été réalisé en 2005.

En 2022, la commune comptait 747 habitants, en évolution de +11,66 % par rapport à 2016 (Gard : +2,97 %, France hors Mayotte : +2,11 %).
| 1793 | 1800 | 1806 | 1821 | 1831 | 1836 | 1841 | 1846 | 1851 |
| ---- | ---- | ---- | ---- | ---- | ---- | ---- | ---- | ---- |
| 282  | 289  | 300  | 354  | 396  | 399  | 450  | 467  | 482  |

| 1856 | 1861 | 1866 | 1872 | 1876 | 1881 | 1886 | 1891 | 1896 |
| ---- | ---- | ---- | ---- | ---- | ---- | ---- | ---- | ---- |
| 470  | 478  | 439  | 422  | 364  | 271  | 289  | 298  | 307  |

| 1901 | 1906 | 1911 | 1921 | 1926 | 1931 | 1936 | 1946 | 1954 |
| ---- | ---- | ---- | ---- | ---- | ---- | ---- | ---- | ---- |
| 301  | 305  | 295  | 292  | 309  | 303  | 275  | 277  | 242  |

| 1962 | 1968 | 1975 | 1982 | 1990 | 1999 | 2005 | 2006 | 2010 |
| ---- | ---- | ---- | ---- | ---- | ---- | ---- | ---- | ---- |
| 247  | 247  | 247  | 314  | 459  | 633  | 639  | 645  | 703  |

| 2015 | 2020 | 2022 | - | - | - | - | - | - |
| ---- | ---- | ---- | - | - | - | - | - | - |
| 679  | 723  | 747  | - | - | - | - | - | - |

## Économie

### Revenus
En 2018  (données Insee publiées en septembre 2021), la commune compte 288 ménages fiscaux, regroupant 736 personnes. La médiane du revenu disponible par unité de consommation est de 21 940 € (20 020 € dans le département).

### Emploi
|                | 2008   | 2013  | 2018  |
| -------------- | ------ | ----- | ----- |
| Commune        | 7,8 %  | 9,6 % | 9,5 % |
| Département    | 10,6 % | 12 %  | 12 %  |
| France entière | 8,3 %  | 10 %  | 10 %  |

En 2018, la population âgée de 15 à 64 ans s'élève à 449 personnes, parmi lesquelles on compte 79,1 % d'actifs (69,6 % ayant un emploi et 9,5 % de chômeurs) et 20,9 % d'inactifs,. Depuis 2008, le taux de chômage communal (au sens du recensement) des 15-64 ans est inférieur à celui de la France et du département.
La commune fait partie de la couronne de l'aire d'attraction de Nîmes, du fait qu'au moins 15 % des actifs travaillent dans le pôle,. Elle compte 72 emplois en 2018, contre 77 en 2013 et 51 en 2008. Le nombre d'actifs ayant un emploi résidant dans la commune est de 316, soit un indicateur de concentration d'emploi de 22,7 % et un taux d'activité parmi les 15 ans ou plus de 63,3 %.
Sur ces 316 actifs de 15 ans ou plus ayant un emploi, 43 travaillent dans la commune, soit 14 % des habitants. Pour se rendre au travail, 86,5 % des habitants utilisent un véhicule personnel ou de fonction à quatre roues, 4,8 % les transports en commun, 4,2 % s'y rendent en deux-roues, à vélo ou à pied et 4,5 % n'ont pas besoin de transport (travail au domicile).

### Activités hors agriculture

#### Secteurs d'activités
42 établissements sont implantés  à Gajan au 31 décembre 2019. Le tableau ci-dessous en détaille le nombre par secteur d'activité et compare les ratios avec ceux du département,.
| Secteur d'activité                                                                                        | Commune | Commune | Département |
| Secteur d'activité                                                                                        | Nombre  | %       | %           |
| --- | ------- | ------- | ----------- |
| Ensemble                                                                                                  | 42      |         |             |
| Industrie manufacturière, industries extractives et autres                                                | 5       | 11,9 %  | (7,9 %)     |
| Construction                                                                                              | 12      | 28,6 %  | (15,5 %)    |
| Commerce de gros et de détail, transports, hébergement et restauration                                    | 11      | 26,2 %  | (30 %)      |
| Information et communication                                                                              | 2       | 4,8 %   | (2,2 %)     |
| Activités spécialisées, scientifiques et techniques et activités de services administratifs et de soutien | 5       | 11,9 %  | (14,9 %)    |
| Administration publique, enseignement, santé humaine et action sociale                                    | 6       | 14,3 %  | (13,5 %)    |
| Autres activités de services                                                                              | 1       | 2,4 %   | (8,8 %)     |

Le secteur de la construction est prépondérant sur la commune puisqu'il représente 28,6 % du nombre total d'établissements de la commune (12 sur les 42 entreprises implantées  à Gajan), contre 15,5 % au niveau départemental.

#### Entreprises et commerces
L'entreprise ayant son siège social sur le territoire communal qui génère le plus de chiffre d'affaires en 2020 est : 
- JP Maconnerie, travaux de maçonnerie générale et gros œuvre de bâtiment (63 k€).

### Agriculture
La commune est dans les Garrigues, une petite région agricole occupant le centre du département du Gard. En 2020, l'orientation technico-économique de l'agriculture  sur la commune est la viticulture. 
|               | 1988 | 2000 | 2010 | 2020 |
| ------------- | ---- | ---- | ---- | ---- |
| Exploitations | 34   | 25   | 18   | 16   |
| SAU (ha)      | 469  | 405  | 463  | 485  |

Le nombre d'exploitations agricoles en activité et ayant leur siège dans la commune est passé de 34 lors du recensement agricole de 1988  à 25 en 2000 puis à 18 en 2010 et enfin à 16 en 2020, soit une baisse de 53 % en 32 ans. Le même mouvement est observé à l'échelle du département qui a perdu pendant cette période 61 % de ses exploitations,. La surface agricole utilisée sur la commune a quant à elle augmenté, passant de 469 ha en 1988 à 485 ha en 2020. Parallèlement la surface agricole utilisée moyenne par exploitation a augmenté, passant de 14 à 30 ha.

## Culture locale et patrimoine

### Édifices civils
- Le Manoir du XIVe des barons d'Albenas et sa tour.
- Le Château de Gajan qui en février 1703 fut incendié par les Camisards où périrent « planches, couverts, meubles, papiers et parchemins des seigneurs d'Albenas.
- La Porte de France : ce sont les restes des anciennes fortifications XVe siècle.
- L'École date de 1932.
- Le Moulin à eau et four à chaux datant de l'Ancien Régime.
- Les Capitelles dans les garrigues.

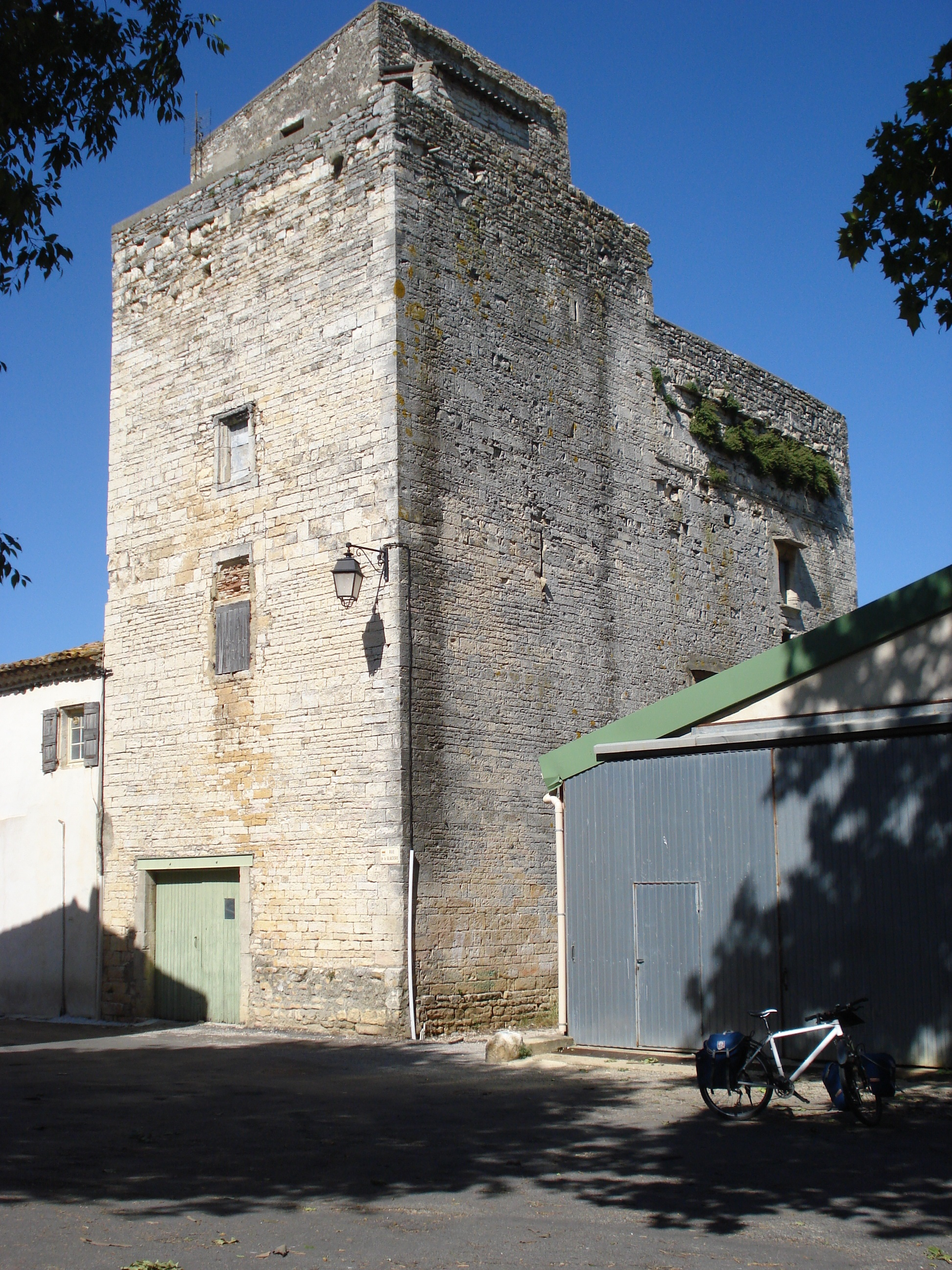
Le château.
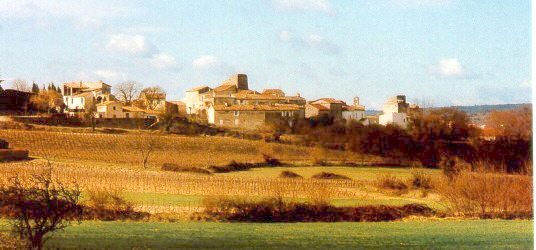
Vue du village en hiver de la route D 907. Dominant le village, on peut reconnaître la tour du premier château. Plus sur la droite, on voit l'église, puis la tour du second château.

### Édifices religieux
- Église Notre-Dame de Gajan.
- Presbytère.
- Temple protestant de Gajan.

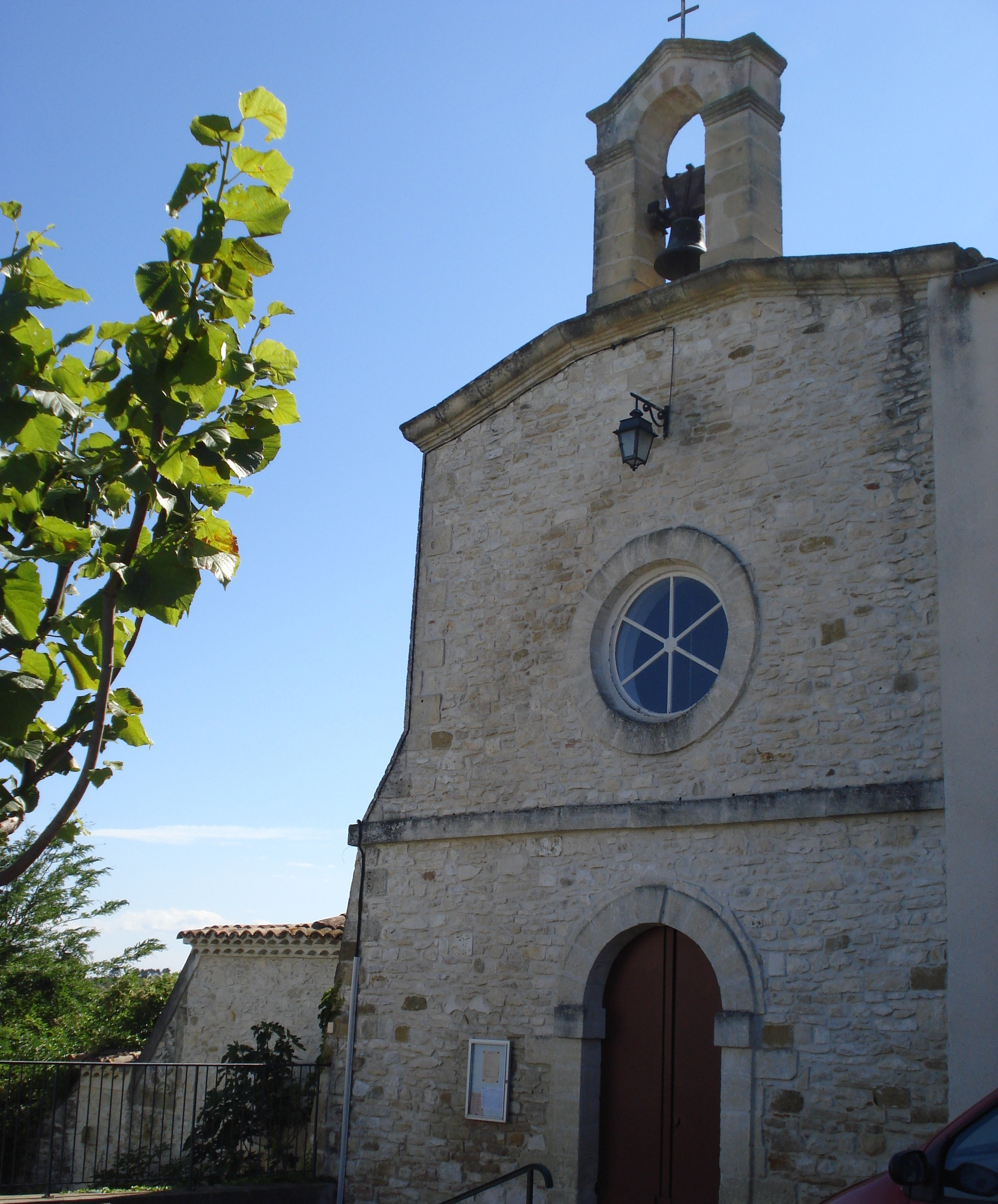
L'église.

### Patrimoine environnemental

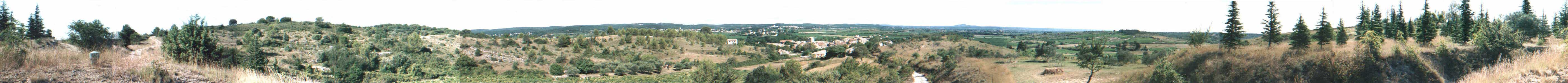
Vue panoramique 360° de Gajan. Photo prise de la colline du réservoir en août 2000.

## Héraldique
| Blason de Gajan | Blason  | D'hermine, à une fasce losangée d'or et de gueules. |
| Blason de Gajan | Détails | Le statut officiel du blason reste à déterminer.    |